# MAPK4
미토젠 활성화 단백질 인산화효소 4 (Mitogen-activated protein kinase 4)는 인간에서 MAPK4 유전자에 의해 암호화되는 효소이다.
미토젠 활성화 단백질 인산화효소 4는 미토젠 활성화 단백질 인산화효소 계열의 구성원이다. 타이로신 인산화효소 성장 인자 수용체는 미토젠 활성화 단백질 인산화효소를 활성화한 다음 핵으로 이동하여 핵 표적을 인산화시킨다.
애기장대의 MAPK4는 신호 전달에 중요하다.
MAPK4는 트레오닌 308에서 활성화 루프의 인산화에 의해 AKT에 직접 결합하고 활성화된다. 또한 mTORC2를 활성화하여 완전한 활성화를 위해 세린 473에서 AKT를 인산화한다. MAPK4 과발현은 전립선 상피 세포를 고정 독립적 성장으로 전환시키는 것을 포함하여 발암성 결과를 유도했으며, MAPK4 녹다운은 암세포 증식, 고정 독립적 성장 및 이종 이식 성장을 억제했다.